# Saignée
Der aus dem Französischen stammende Begriff Saignée bedeutet wörtlich „Aderlass“ und bezeichnet eine Methode zur Bereitung von Roséwein. Das Wort stammt etymologisch von saigner – bluten. In der Tat lässt man bei diesem Verfahren den Gärbehälter mit der Rotwein-Maische nach einigen Stunden oder Tagen „zur Ader“, d. h., es wird ohne Pressung 10–20 % des Mostes abgezogen. Dieser hat dann eine rötliche Farbe und wird zu Roséwein weitervergoren.
Die Saignée ist gleichzeitig ein natürliches Verfahren, um dem in der Maische verbleibenden Rotwein eine höhere Konzentration zu verleihen, da der Anteil der Farbstoffe und Tannine abgebenden Beerenhäute in der Maische steigt. Daher werden Saignée-Roséweine vor allem in traditionellen Rotweingebieten erzeugt. Beispiele sind die Weinbauregionen Bordeaux und Südwestfrankreich.
Die Nachteile dieses Verfahrens bestehen zum einen darin, dass der abgezogene Most typischerweise einen etwas höheren Zuckergehalt als der verbleibende aufweist, d. h., der Roséwein bei voller Reife der Trauben zu alkoholstark ausfallen kann. Zum anderen ist es nicht möglich, bei der Wahl der Parzellen oder der Trauben zwischen denen für Rot- und Roséwein zu unterscheiden, obwohl die Anforderungen durchaus unterschiedlich sind. Wird bei Rotwein eher Struktur und Körperreichtum angestrebt, so sollen Roséweine vor allem eine ausgeprägte Frucht besitzen und nicht zu schwer sein. Die qualitativ hochwertigsten Roséweine wie der Tavel stammen daher in der Regel aus besonderen Rebanlagen und werden durch direkte Pressung gewonnen.